# Marc Nadal
Pour les articles homonymes, voir Marc et Nadal.
Marc Nadal, né le 2 novembre 1989 à Barcelone, est un réalisateur, scénariste, producteur et monteur espagnol. 
Marc Nadal est spécialisé dans les courts métrages ainsi que les films en noir et blanc.

## Filmographie
| année | film                       | réalisateur | scénariste | producteur | monteur | notes         |
| ----- | -------------------------- | ----------- | ---------- | ---------- | ------- | ------------- |
| 2010  | Terapia                    | Oui         |            | Oui        | Oui     | court métrage |
| 2011  | La rosa congelada          | Oui         | Oui        |            | Oui     | court métrage |
| 2011  | Ante la araña              | Oui         | Oui        | Oui        | Oui     | court métrage |
| 2012  | Marionetas Puppets         | Oui         |            | Oui        |         | court métrage |
| 2013  | La piel y el alma          | Oui         | Oui        | Oui        | Oui     | court métrage |
| 2014  | El espejo humano           | Oui         | Oui        | Oui        | Oui     | court métrage |
| 2015  | The Kiss Which Seeks Me    | Oui         |            |            |         | court métrage |
| 2015  | Damnation                  | Oui         | Oui        | Oui        | Oui     | court métrage |
| 2016  | Ciudadanos                 | Oui         | Oui        | Oui        | Oui     | court métrage |
| 2016  | Piel suave, ojos violentos | Oui         | Oui        | Oui        | Oui     | court métrage |